# Paralebion aliuncus
Paralebion aliuncus is een eenoogkreeftjessoort uit de familie van de Caligidae. De wetenschappelijke naam van de soort is voor het eerst geldig gepubliceerd in 1955 door Rangnekar.